# Paseo del Quince de Mayo
El Paseo del Quince de Mayo es una vía estratégica ubicada en el distrito de Carabanchel, en el suroeste de Madrid, muy próxima a la Glorieta del Marqués de Vadillo y a orillas del río Manzanares, dentro del entorno regenerado de Madrid Río. Su situación privilegiada en el límite de Carabanchel y Arganzuela, junto a una de las principales arterias de la capital como la M30, lo convierte en un lugar de gran interés tanto para residentes como para quienes buscan disfrutar de una vida tranquila y conectada a la vez con el centro de la ciudad.

## Localización y transporte
El Paseo del Quince de Mayo conecta directamente dos importantes ejes de Carabanchel, como son la Calle del General Ricardos, que vertebra el distrito, y el Paseo de la Ermita del Santo, que da acceso al emblemático Parque de San Isidro. Esta localización le permite combinar la cercanía al centro histórico de Madrid con un ambiente residencial apacible y rodeado de espacios verdes. 
En términos de transporte, esta zona goza de una excelente conectividad: 
Metro: La estación más cercana es Marqués de Vadillo (Línea 5 del Metro de Madrid), a solo unos minutos a pie, lo que permite una rápida conexión con lugares clave como la Puerta del Sol, Gran Vía, o la Casa de Campo. 
Autobuses de la EMT: Varias líneas de autobús comunican el Paseo con distintos puntos de la ciudad. Las más cercanas son las líneas 34, 35, 118, 119, 116, 50, 23, N15 y N26, que cubren rutas desde el centro hasta los barrios periféricos, incluyendo opciones de autobuses nocturnos. 
Bicicletas: Para los amantes del transporte ecológico, el sistema de bicicletas públicas Bicimad tiene una estación en la Glorieta del Marqués de Vadillo, lo que facilita un acceso rápido y sostenible a Madrid Río y otros destinos.

## Servicios y equipamientos
El Paseo del Quince de Mayo y su entorno inmediato destacan por la variedad de servicios disponibles, lo que lo convierte en una opción residencial muy conveniente. Desde servicios de salud y educación hasta ocio y comercio, la calle ofrece todo lo necesario para una vida cómoda y activa. 
Salud: El Centro de Salud Quince de Mayo, situado en la misma calle, es un referente para la atención médica primaria, ofreciendo una cobertura sanitaria accesible a los residentes. 
Educación y cultura: La zona alberga la Biblioteca Pública Municipal "Ana María Matute", un importante centro cultural que organiza actividades y cuenta con una amplia oferta de servicios para todas las edades. Además, en las inmediaciones se encuentran colegios, institutos y centros de formación, lo que convierte a la zona en un lugar ideal para familias. 
Deporte: Para los aficionados al deporte, la calle ofrece acceso a instalaciones como el rocódromo Roc30, uno de los más conocidos de Madrid, y la Instalación Deportiva Municipal Básica Julián González, que proporciona espacios para practicar diversas disciplinas deportivas.

## Seguridad y entorno
Una de las características más apreciadas del Paseo del Quince de Mayo es su alto nivel de seguridad. Se trata de una zona tranquila y residencial, con bajo índice de criminalidad, lo que la convierte en una opción atractiva para familias, personas mayores y aquellos que buscan un ambiente seguro para vivir. 
El vecindario cuenta con iluminación eficiente y servicios las 24 horas de vigilancia privada, lo que incrementa la sensación de seguridad tanto de día como de noche. A esto se suma la cercanía a importantes comisarías de policía y la presencia de patrullas frecuentes de policía nacional y municipal, que refuerzan el carácter seguro de la zona.

## Zonas verdes y calidad de vida
Uno de los principales atractivos del Paseo del Quince de Mayo es su ubicación en un área rodeada de amplios espacios verdes, que contribuyen significativamente a la calidad de vida de los residentes. El acceso inmediato a zonas como Madrid Río, con su extenso paseo fluvial y áreas recreativas, permite a los vecinos disfrutar de actividades al aire libre, desde el ciclismo y el running hasta paseos tranquilos a lo largo del río Manzanares. 
A unos pocos minutos a pie, el Parque de San Isidro ofrece grandes áreas de césped, juegos infantiles, pistas deportivas y espacios para el descanso. Este parque es además conocido por albergar las tradicionales Fiestas de San Isidro, uno de los eventos más importantes de la ciudad, que atrae a miles de visitantes cada año para disfrutar de música, gastronomía y cultura local.

## Historia y desarrollo urbanístico
El Paseo del Quince de Mayo, cuyo nombre conmemora los acontecimientos históricos del 15 de mayo de 1808, está vinculado a la resistencia popular en Madrid durante la Guerra de la Independencia Española. A lo largo de los años, la calle ha sido testigo de un crecimiento progresivo y una transformación urbanística significativa. 
En las últimas décadas, gracias a la proximidad a proyectos de regeneración como Madrid Río, el área ha visto cómo se revalorizaba tanto a nivel residencial como comercial. Este desarrollo ha permitido que la zona se convierta en un punto de atracción tanto para nuevos residentes como para inversores, lo que ha provocado una mejora en las infraestructuras y un aumento en el valor de los inmuebles.
- Datos: Q42089530
- Multimedia: Paseo del Quince de Mayo, Madrid / Q42089530